# The Ballad Hits
The Ballad Hits utkom 2002 och är ett album av den svenska popduon Roxette. The Ballad Hits är mestadels ett samlingsalbum. Sångerna A Thing About You och Breathe spelades dock in för detta album, och bara den första av de två utkom på singel. Den första upplagan på CD innehöll även en EP med fyra sånger: The Weight Of The World (som också fanns på b-sidan på A Thing About You), It Hurts, See Me och Every Day.

## Låtlista
1. "A Thing About You"
2. "It Must Have Been Love"
3. "Listen To Your Heart (Swedish Single Edit)"
4. "Fading Like A Flower (Every Time You Leave)"
5. "Spending My Time"
6. "Queen Of Rain"
7. "Almost Unreal"
8. "Crash! Boom! Bang! (Single Edit)"
9. "Vulnerable"
10. "You Don't Understand Me"
11. "Wish I Could Fly"
12. "Anyone"
13. "Salvation"
14. "Milk And Toast And Honey"
15. "Breathe"

## 4-spårig bonus-EP
1. "The Weight Of The World" [Inspelad januari och maj 2000]
2. "It Hurts" [Inspelad januari och mars 1996]
3. "See Me" [Inspelad september-oktober 1993]
4. "Every Day" [Inspelad april 2000][2]

## Singelskivor
- A Thing About You
  1. A Thing About You
  2. The Weight of the World

### Fotnoter
1. ↑  ”Roxette”. Arkiverad från originalet den 24 augusti 2011. https://web.archive.org/web/20110824031633/http://www.roxette.se/discography.php. Läst 10 juni 2011.
2. ↑  information från texthäfte CD-utgåvan.